# Skúsime to cez vesmír
Skúsime to cez vesmír je druhé studiové album skupiny Tublatanka. Toto album bylo vydáno ve vydavatelství Opus. Album se začalo prodávat v roce 1987. Mezi hity tohoto alba patří Skúsime to cez vesmír a Dnes. Toto album prošlo cenzurou písní Skúsime to cez vesmír (slova) a Tuláčik s dobrou povesťou (původní název Judáš).

## Seznam skladeb
Autorem hudby a aranžmá je Martin Ďurinda, autorem textů Martin Sarvaš.
1. „Vo veľkej škole dní“ - 5:32
2. „Šlabikár II.“ - 3:38
3. „Neváham...“ - 3:29
4. „Dotyk rúžom na pohár“ - 5:36
5. „Skúsime to cez vesmír“ - 5:18
6. „Dnes“ - 5:00
7. „Mám byť iný“ - 4:34
8. „Veľké nádeje“ - 4:50
9. „Už som váš“ - 3:48
10. „Tuláčik s dobrou povesťou“ - 5:27